# أبوسوم أحمر ثلاثي الخطوط
أبوسوم أحمر ثلاثي الخطوط (الاسم العلمي: Monodelphis umbristriata)، هو نوع من الأبوسوم يتواجد في البرازيل.